# Eyvirat
Eyvirat (1793 noch mit der Schreibweise Eyvirac – okzitanisch Eivirac) ist eine ehemalige französische Gemeinde mit 302 Einwohnern (Stand 1. Januar 2022) im Département Dordogne in der Region Nouvelle-Aquitaine (vor 2016 Aquitaine). Sie gehörte zum Arrondissement Nontron, zum Kanton Brantôme (ab 2015 Kanton Brantôme en Périgord) und zum Gemeindeverband Dronne et Belle. Die Bewohner nennen sich Eyviracois bzw. Eyviracoises.

## Etymologie
Eyvirat bzw. ursprünglich Eyvirac leitet sich wahrscheinlich vom gallorömischen Eigennamen Eburius ab, welchem das Suffix –acum (Domäne, Herrschaft, Besitz des) nachgestellt ist. Eburiacum bezeichnet somit das Gut des Eburius.

## Geographie

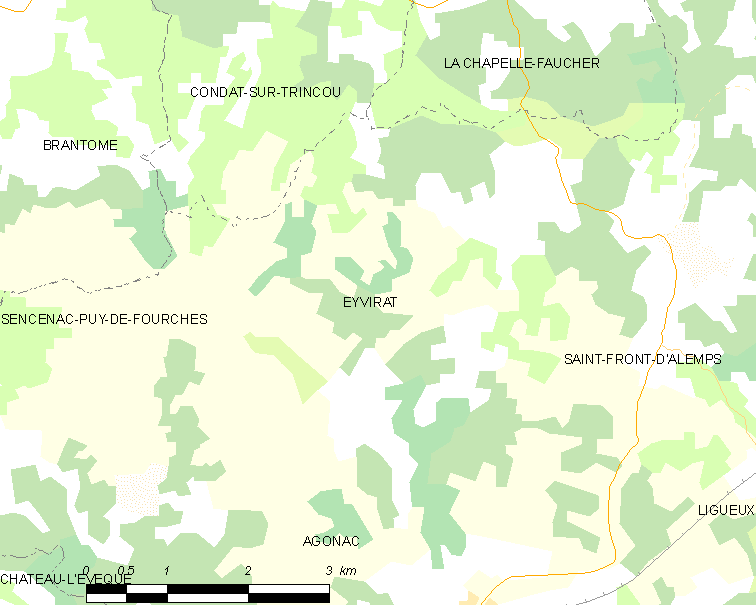
Lagekarte von Eyvirat

Eyvirat liegt im Périgord central bzw. im Übergangsgebiet zwischen Périgord blanc und Périgord vert, etwa 16 Kilometer nördlich von Périgueux und neun Kilometer südöstlich von Brantôme. Die delegierte Gemeinde befindet sich bereits im Einzugsgebiet von Périgueux.
Umgeben wurde Eyvirat von folgenden Nachbargemeinden:
| Brantôme en Périgord, Condat-sur-Trincou | La Chapelle-Faucher                         |                      |
| Sencenac-Puy-de-Fourches                 | Kompassrose, die auf Nachbargemeinden zeigt | Saint-Front-d’Alemps |
|                                          | Agonac                                      |                      |

Eyvirat besteht neben dem Ortskern aus den Weilern und Gehöften Bigot, Chose, Fauquetie, La Jugie, La Brande, La Charmie, La Citadelle, La Gourdonnie, La Jugie, La Pouge, Lafareyrie Basse, Lafareyrie Haute, Lalande, Laloubarie, Lapomarède, Le Clou, Le Genèbre, Le Grand Claud, Le Grand Vignal, Le Prat, Le Queyrel, Le Tuquet, Lepinelie, Les Chapitels, Lescuras, Marsalou, Mayral, Méneyplé, Mitraud, Petit Garem, Petit Puyzaraux, Piras Bas, Piras Haut, Plantefève, Puybrandau, Puychautu, Puyjoly, Puylafaye, Puyzaraux und Tuquet de l'Olivarie.
Der topographisch niedrigste Punkt der Gemeinde Eyvirat liegt auf 134 Metern im Südwesten südlich von Méneyplé – hier verlässt der Maret, ein rechter Nebenfluss der Beauronne, die Gemeinde in Richtung Agonac. Der höchste Punkt erreicht 230 Meter über dem Meer und befindet sich nordöstlich des Ortskerns am Wasserturm. Die absolute Höhendifferenz beträgt 96 Meter, die durchschnittliche Höhe über dem Meer 182 Meter, das Rathaus liegt auf 184 Metern.
Die ehemalige Gemeinde besaß eine Fläche von 17,95 km².

### Verkehrsanbindung
Der Ortskern von Eyvirat liegt an keiner größeren Verkehrsader und ist nur über Kommunalstraßen zu erreichen. Drei Départementsstraßen durchziehen das Gemeindegebiet. Der Nordosten wird bei Piras Haut von der D 3 gestreift, welche La Chapelle-Faucher mit Saint-Front-d’Alemps und Agonac verbindet. In etwa mittig verläuft die D 74. Sie biegt an der D 78 im Côletal nach Südosten ab und dirigiert sich nach Saint-Front-d’Alemps und weiter nach Ligueux und Sorges. Da sie nur 900 Meter nördlich des Ortskerns quert, stellt sie die beste Verbindung für Eyvirat dar. Den Südwestteil durchzieht die D 69 von Agonac nach Brantôme. Kommunalstraßen verbinden den Ortskern außerdem mit Saint-Front-d’Alemps im Osten und mit Agonac im Süden.
20 Kilometer südlich nahe Périgueux bestehen Anschlüsse an die Autobahn A 89 von Bordeaux nach Lyon. Der viereinhalb Kilometer von Eyvirat entfernte Bahnhof in Agonac liegt an der Bahnstrecke Limoges-Bénédictins–Périgueux.

### Bodenbedeckung
Die Bodenbedeckung der delegierten Gemeinde Eyvirat schlüsselt sich im Jahr 2012 gemäß der europäischen Datenbank CORINE Land Cover (CLC) wie folgt auf:
- Wälder oder seminaturelle Ländereien – 35,9 %
- heterogene landwirtschaftliche Nutzung – 21,9 %
- Ackerland – 37,8 %
- Wiesen – 2,9 %
- Buschwerk – 1,6 %.

Die landwirtschaftliche Nutzung steht mit 62,6 % im Vordergrund.

## Hydrographie
Die Wasserscheide zwischen Côle im Norden und Beauronne im Südosten durchtrennt die Gemeinde Eyvirat in ostnordöstlicher Richtung. Côle und Beauronne gehören beide zum Flusssystem Isle-Dronne.
Einziger Flusslauf in Eyvirat ist der Maret oder auch Ruisseau l’Alemps, der etwa 500 Meter nordwestlich des Ortskerns entspringt, sich gen Süden wendet und als rechter Seitenarm der Beauronne bei La Barrière (Gemeinde Agonac) mündet. Er besitzt einen kleinen rechten Seitenarm bei Lepinelie an der Westgrenze, welcher in ein Trockentalsystem übergeht. Ein weiteres Trockental entsteht nördlich von Puychautu im Nordwesten. Es zieht nach Norden in Richtung Côle.

## Geologie

Geologische Karte von Brantôme en Périgord, Eyvirat liegt ganz unten rechts.

Die Gemeinde Eyvirat liegt vollständig auf flachliegenden Sedimenten des nördlichen Aquitanischen Beckens. Die anstehende Schichtenfolge stammt aus der Oberkreide und reicht vom Oberturon über Coniacium und Santonium zum Untercampan. Überdeckt werden die Sedimente an zahlreichen Stellen von Kolluvialen Lockersedimenten.
Die gesamte Sedimentbedeckung über dem Grundgebirge (Jura und Oberkreide) beträgt durchschnittlich 500 Meter. Ihre Mächtigkeit wächst in Richtung Südwesten an.

### Geomorphologie
Das Gemeindegebiet von Eyvirat zeigt geomorphologisch bereits sehr große Anklänge an die Landschaft des Périgord blanc – ein flachliegendes Oberkreideplateau, das insbesondere im Quartär durch kontinentale Erosion in eine monotone, flach gewellte Hügellandschaft verwandelt wurde. Dennoch konnte sich auf den tonig-sandigen, kolluvialen Bedeckungen des Tertiärs ein bedeutender Waldbewuchs etablieren.

### Schichtenfolge
Die Schichtenfolge in Eyvirat besteht aus Sedimenten der Oberkreide und reicht vom oberen Angoumien bis zum Campanium 1. Das zuunterst liegende obere Angoumien oder Angoulême-Formation (Formation c3c) besteht aus kryptokristallinen, kiesartigen Kalken und kreidigen, rudistenführenden Kalken des Turoniums. Sie erscheinen gerade noch an der Nordgrenze nördlich von Puyzaraux. Darüber legt sich Coniacium (Formation c4) – harte, kristalline Fossilkalke, die auch sandige Lagen aufweisen. Das Coniacium konzentriert sich im Norden und im Südwesten. Sodann erscheint Untersanton (Formation c5a) – graue, glaukonithaltige, plattige Kalke – zu sehen entlang der Westgrenze. Es wird von Mittel- und Obersanton (Formation c5b-c) abgedeckt. Hierbei handelt sich um mergelige Kalke mit Austernschill, siltige Mergel und graue, kreidige, glaukonithaltige Kalke mit schwarzem Silex. Mittel- und Obersanton werden auf der geologischen Karte für Eyvirat aber nicht extra ausgeschieden. Das abschließende Campanium 1 mit den Biozonen c I und c II wird von weichen, mergeligen, weißlichen Kreidekalken aufgebaut, welche grauen Silex enthalten. Es steht in zwei kleinen Vorkommen an – bei Le Prat und bei Puybrandau.

### Lockersedimente
Kolluviale Lockersedimente der Formation C und CF bedecken die Oberkreide. Sie stammen aus dem Pleistozän und finden sich im Süden von Marsalou, südlich und südwestlich des Ortskerns, in Hochlage um den Wasserturm, an der Ostgrenze bei Chose und bei Piras Bas, nördlich von La Citadelle und westlich von La Brande. Die Formation CF mit fluviatilen Kieseln steht südwestlich von Fauquetie an.
Die Talungen der Trockentäler sind von würmzeitlichem, gemischtem Kolluvium aus tonigen Sanden und Kalkbruchstücken (Formation CF-c) ausgekleidet.

## Geschichte
Mehrere gallorömische Mosaike wurden in einem Feld bei Lapomarède gefunden, Sie sind jetzt im Musée Vesunna in Périgueux ausgestellt. Ältestes Bauwerk in Eyvirat ist die romanische Ortskirche Saint-Pierre-ès-Liens aus dem 12. Jahrhundert. Das Herrenhaus von Méneyplé stammt aus dem 15. und 16. Jahrhundert. Im 13. Jahrhundert war Eyvirat eine der 27 Pfarreien des Erzpriesters von Condat, der in Champagnac residierte.
Im 13. Jahrhundert wird Eyvirat erstmals in einem Kirchenerlass als Eyviracum erwähnt. Im Jahr 1281 erscheint die Gemeinde als Ebiracam und 1460 als Esviracam. Zwischen 1756 und 1789 ist Eyvirac gebräuchlich.
Seit 2017 ist Eyvirat Teil des Arrondissements Nontron und gehört seit 2020 zum Kanton Brantôme en Périgord.
Der Erlass vom 6. November 2018 legte mit Wirkung zum 1. Januar 2019 die Eingliederung von Eyvirat als Commune déléguée zusammen mit den früheren Gemeinden Brantôme en Périgord, Cantillac, La Gonterie-Boulouneix, Saint-Crépin-de-Richemont, Sencenac-Puy-de-Fourches und Valeuil zur neuen Commune nouvelle Brantôme en Périgord fest.

## Bevölkerungsentwicklung
| Jahr                       | 1962 | 1968 | 1975 | 1982 | 1990 | 1999 | 2009 | 2018 |
| -------------------------- | ---- | ---- | ---- | ---- | ---- | ---- | ---- | ---- |
| Einwohner                  | 317  | 265  | 234  | 239  | 250  | 252  | 275  | 287  |
| Quellen: Cassini und INSEE |      |      |      |      |      |      |      |      |

Die Bevölkerungsentwicklung in Eyvirat war von 1962 bis 1975 rückläufig, stabilisierte sich dann aber. Die Gemeinde erlebte ab 2004 einen leichten Wiederanstieg. Die bisher höchste Einwohnerzahl wurde im Jahr 1856 mit 667 Bewohnern ermittelt. Die Zahlen basieren auf den Daten von cassini.ehess.

## Wirtschaft
In Eyvirat sind 21 Landwirtschaftsbetriebe ansässig (Getreideanbau, Zucht von Pferden, Rindern, Schafen und Ziegen, Schweinehaltung).

## Sehenswürdigkeiten
- Kirche Saint-Pierre-ès-Liens (Petri-Ketten-Kirche) mit romanischer Apsis aus dem 12. Jahrhundert, im 19. Jahrhundert restauriert.[5]
- Wasserturm auf dem mit 230 m höchsten Punkt von Eyvirat
- Herrenhaus Manoir de Meneyplé

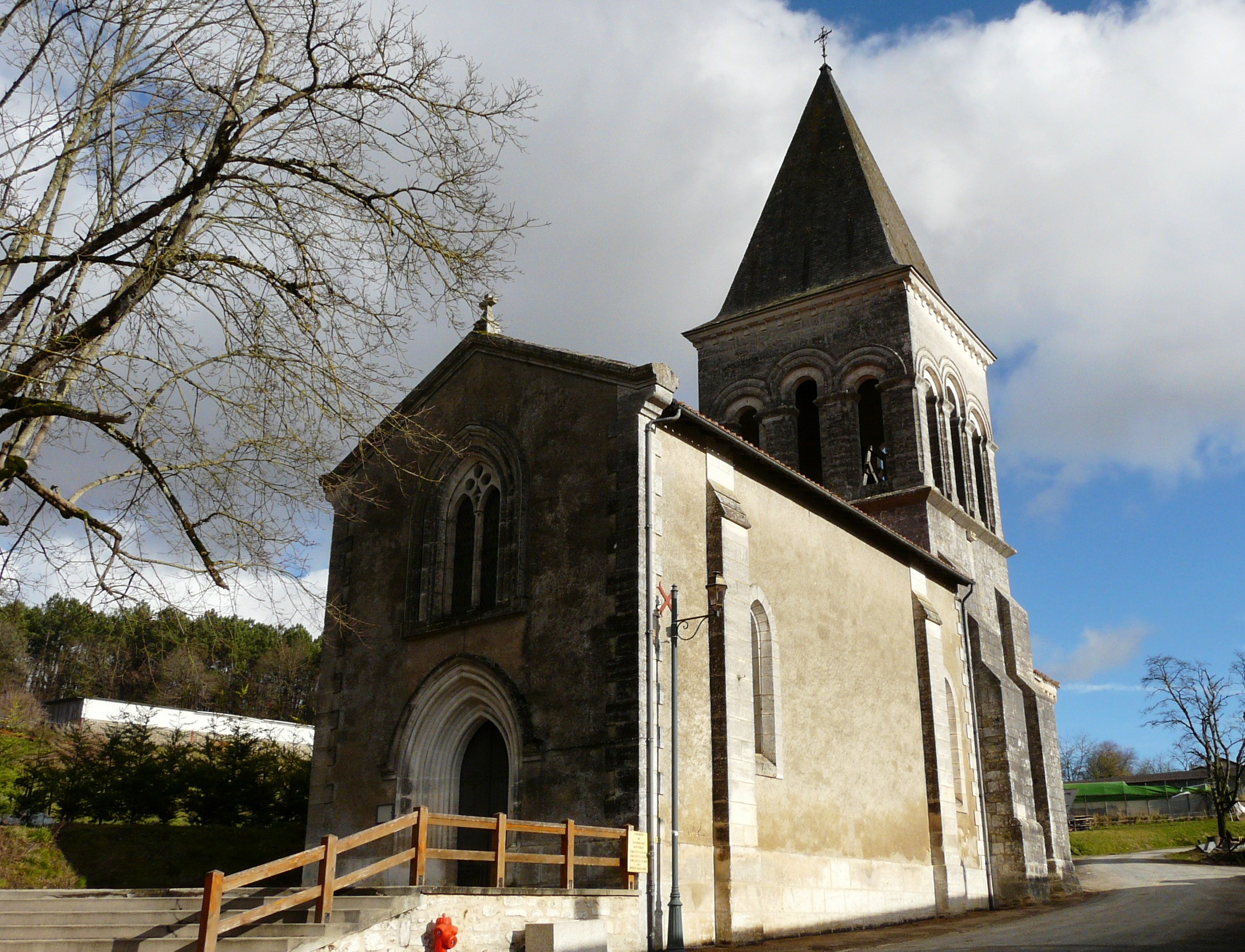
Kirche Saint-Pierre-ès-Liens
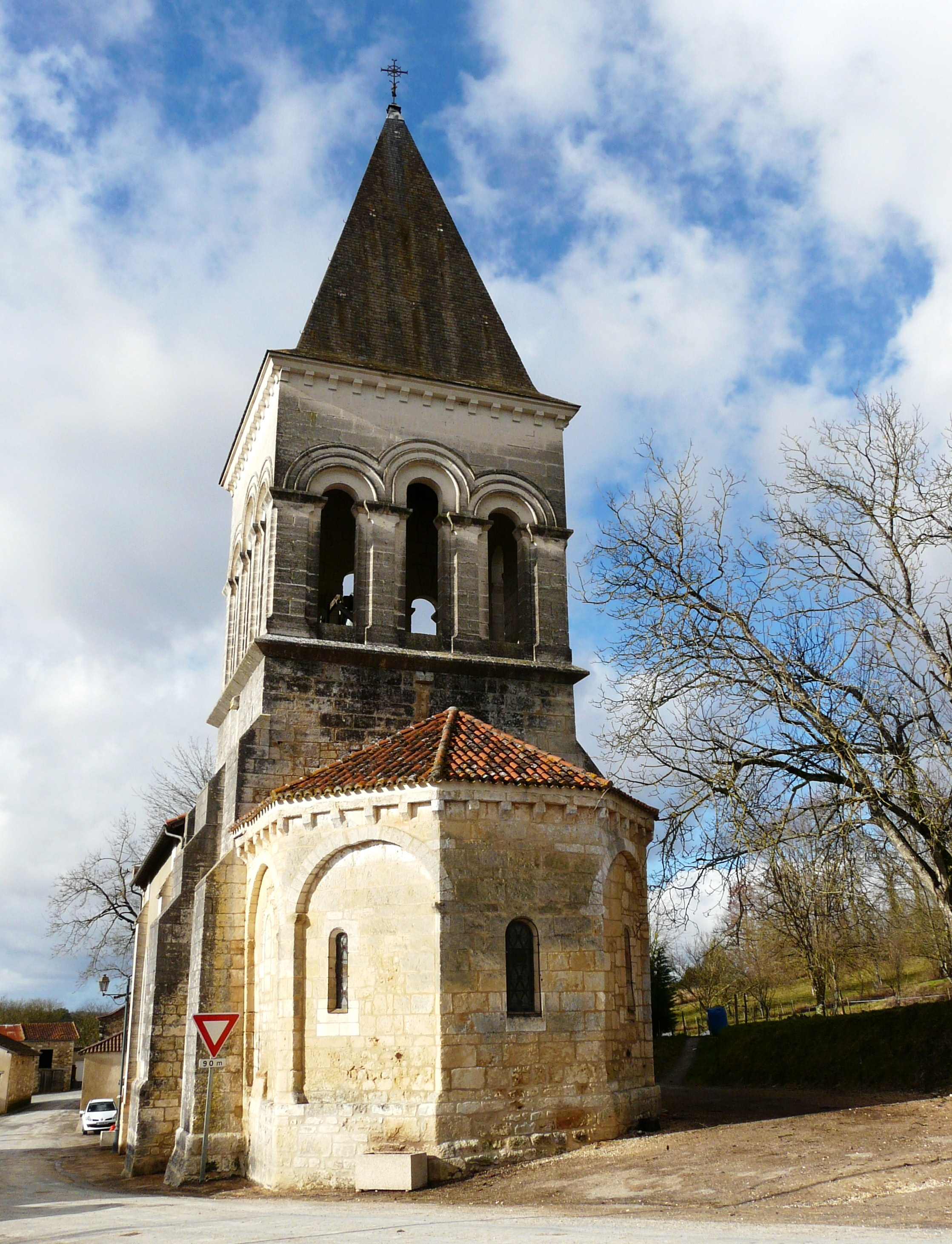
Apsis der Kirche
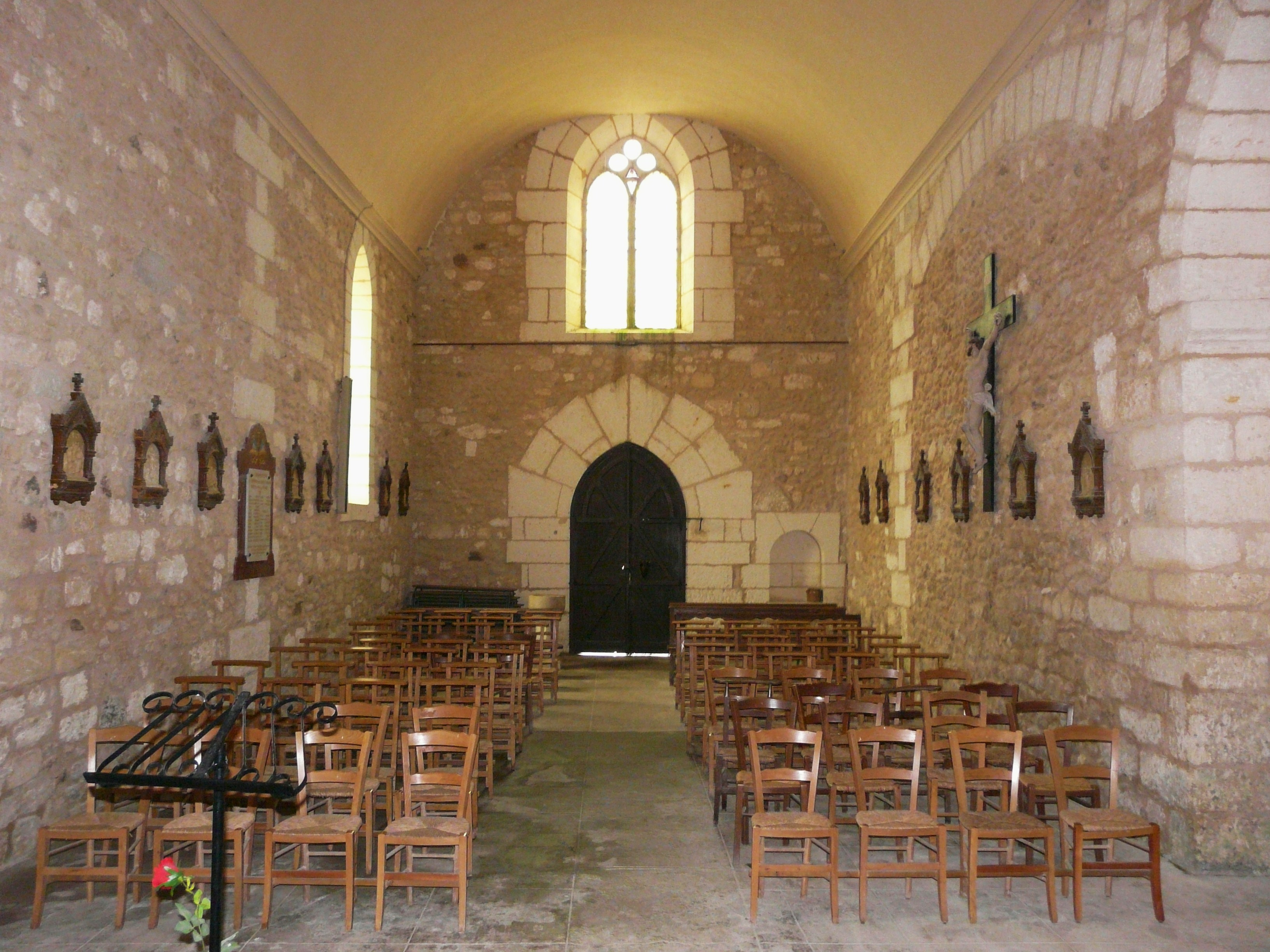
Innenansicht der Kirche
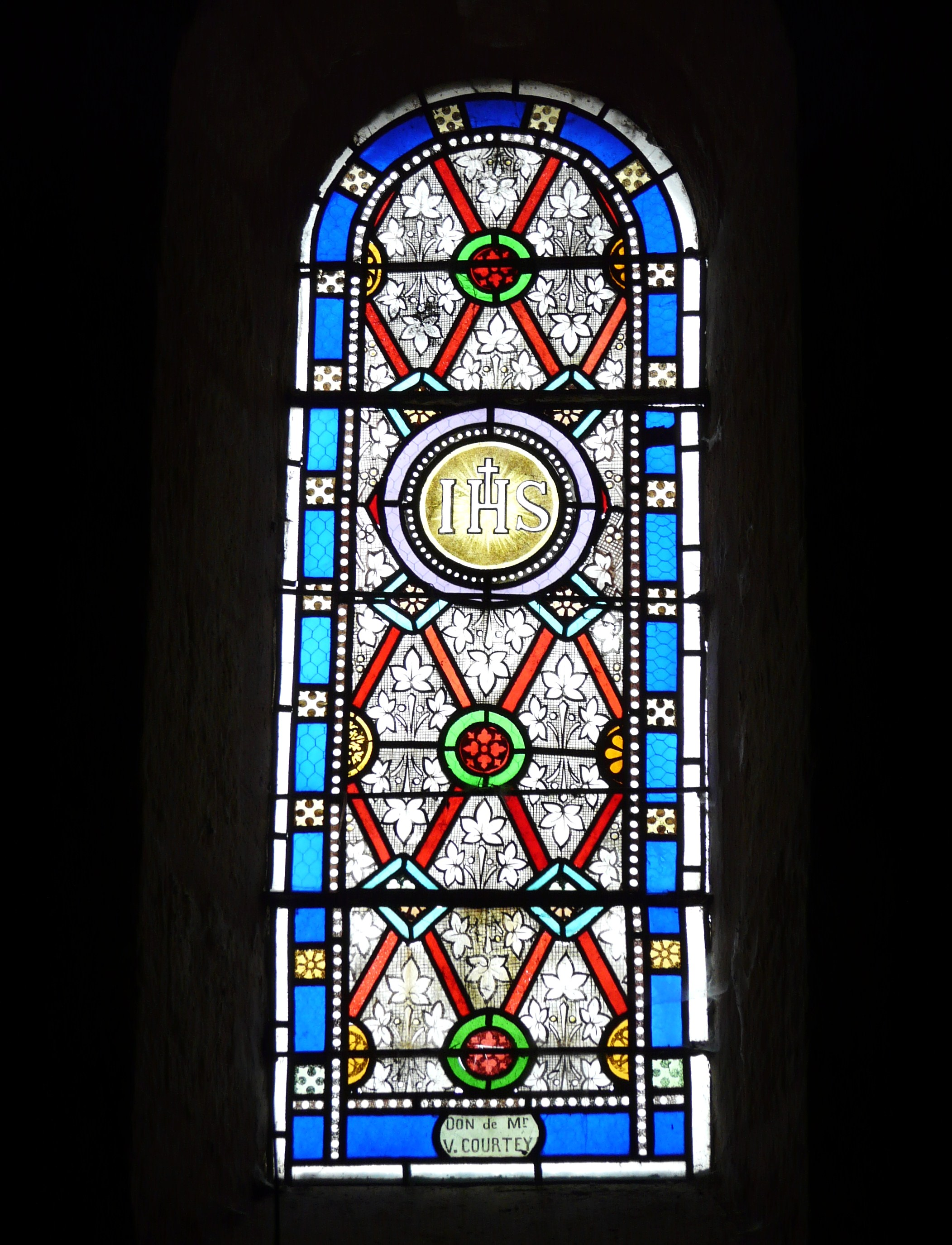
Buntglasfenster
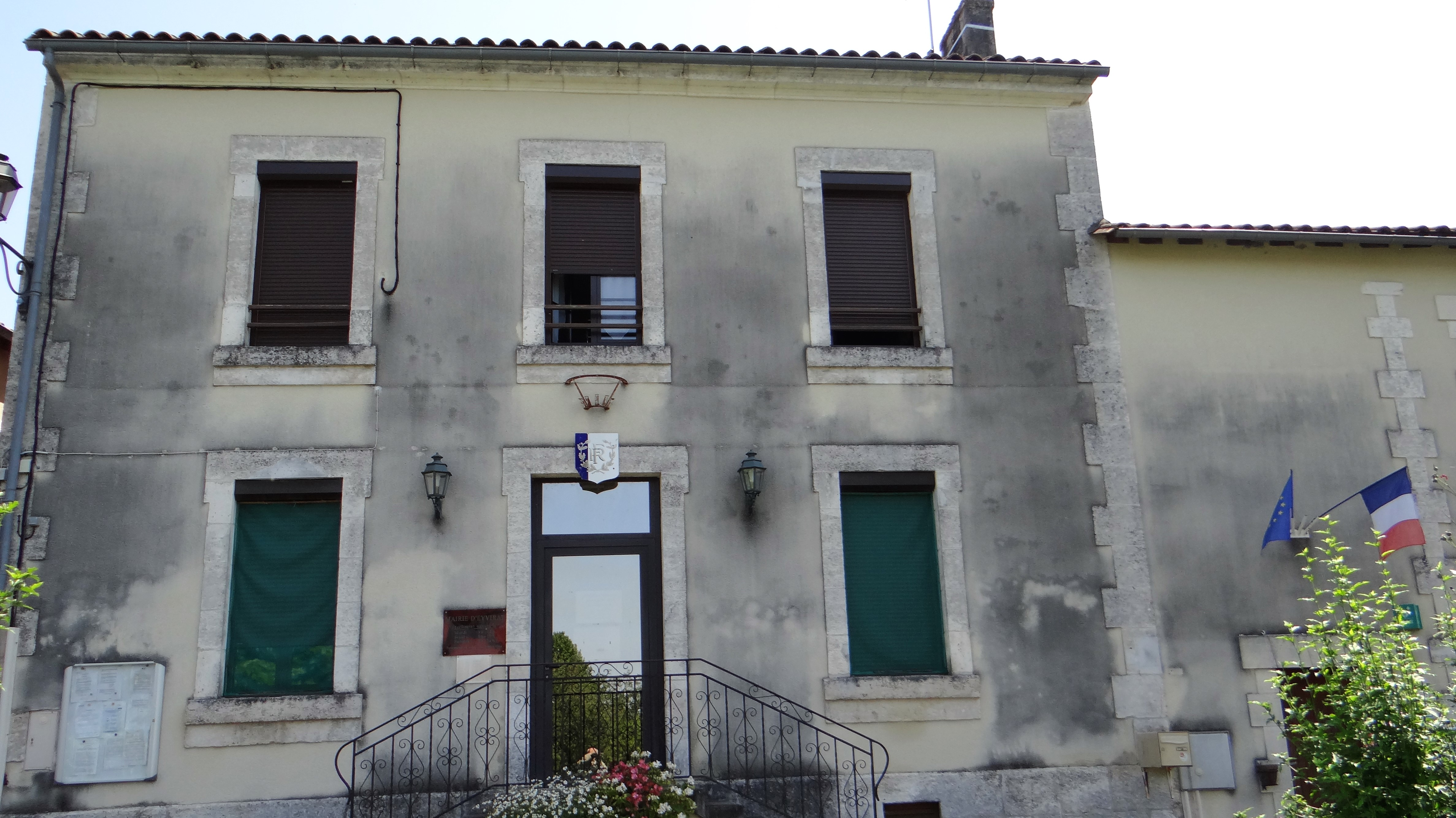
Ehemaliges Rathaus von Eyvirat
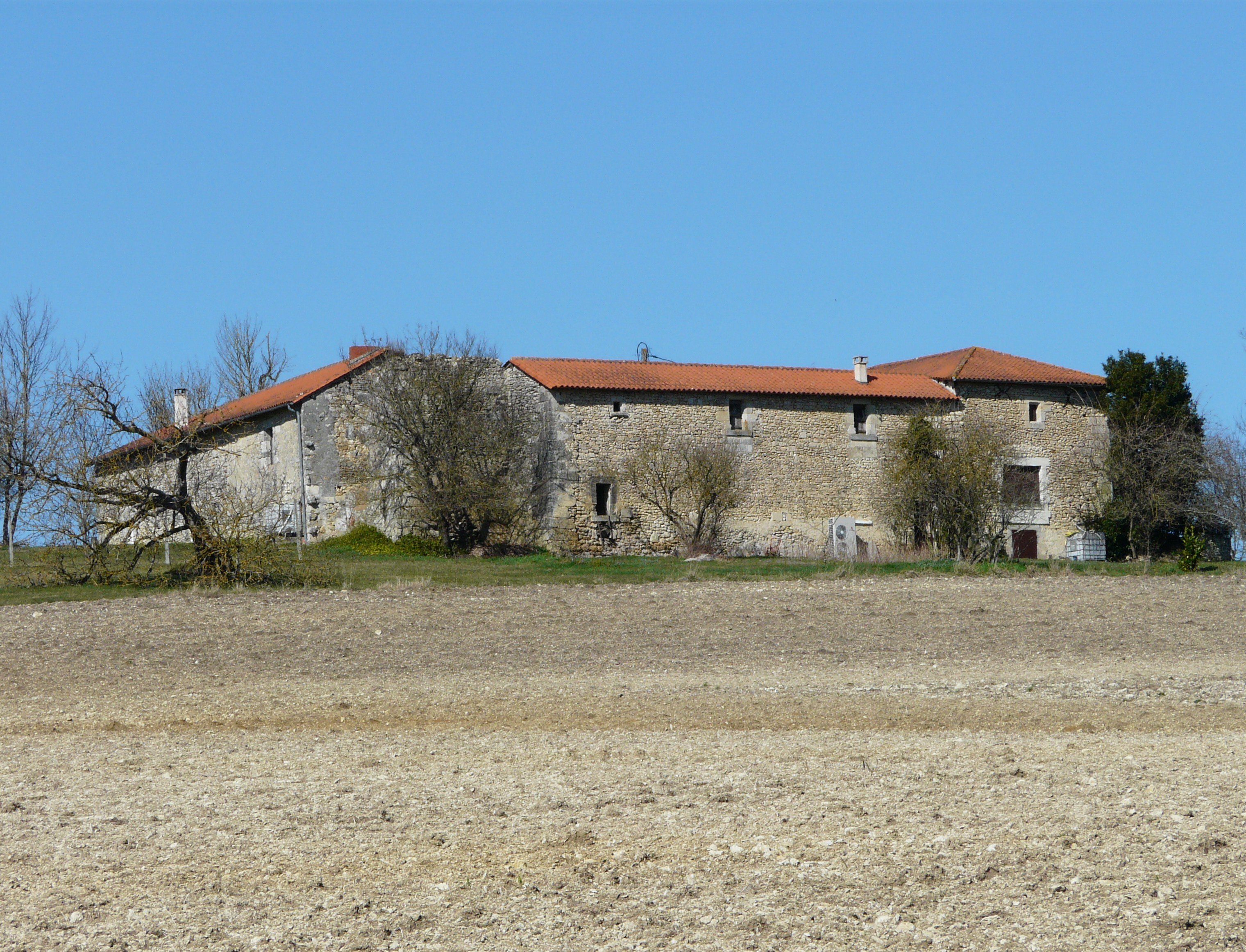
Manoir de Meneyplé
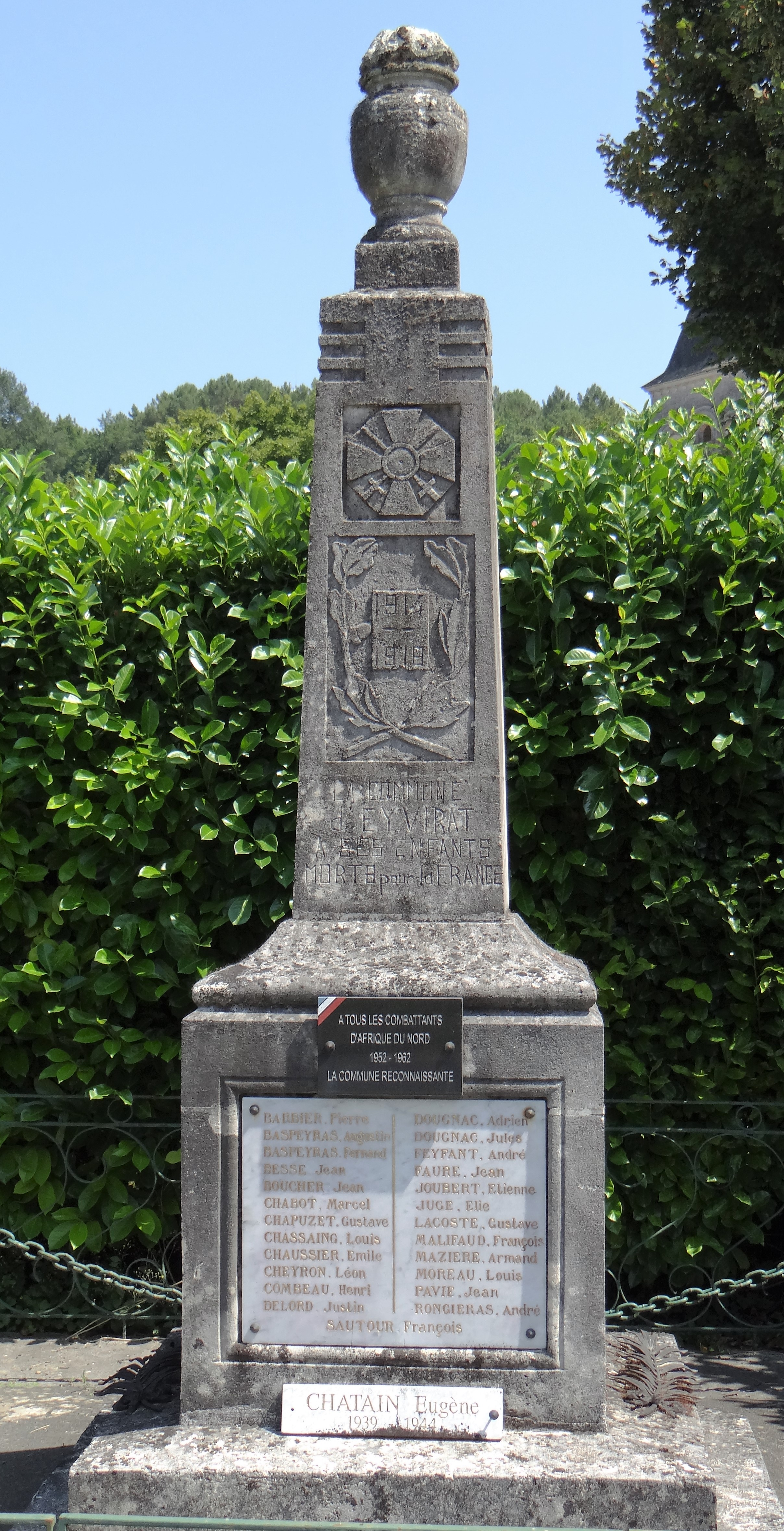
Gefallenendenkmal